# Milo de Cogan
Pour les articles homonymes, voir Cogan.
Milo ou Miles de Cogan († 1182, Lismore, Irlande), est un chevalier cambro-normand de la seconde moitié du XIIe siècle, qui s'illustre lors de l'invasion et la conquête normande de l'Irlande.

## Biographie

### Parenté
Il est le fils d'un autre Milo de Cogan, qui en 1166 tient un fief qui doit un service militaire de deux chevaliers à Cogan (en), actuellement banlieue de Penarth, dans le Pays de Galles. Il a un frère aîné, Richard, qui vient en Irlande et obtient des terres autour de Cork, et qui hérite des terres familiales galloises.
Sa fille Margaret épouse en premières noces Ralph fitz Stephen († 1182), fils illégitime de Robert fitz Stephen ; en secondes noces elle épouse Simon le Poher (le Pauvre) († 1190) ; et en troisièmes noces un homme non identifié de la famille de Courcy. Patrick de Courcy, petit-fils de Milo de Cogan hérite de ses terres dans la région de Cork.

### Invasion de l'Irlande
Milo de Cogan est l'un des hommes qui accompagne Richard FitzGilbert de Clare (surnommé Strongbow) lors de l'invasion de l'Irlande (1169-1170). En septembre 1170, il assiste Raymond le Gros dans le siège puis la prise d’assaut de Dublin. Askulf Mac Torkil, le roi de Dublin, doit s'enfuir. Cogan est ensuite mis à la tête d'une garnison pour tenir la ville.
La mort de Dermot MacMurrough, le roi de Leinster qui a fait venir Strongbow en Irlande, en mai 1171, est le signal de départ d'un soulèvement général des Irlandais. Waterford est reprise, Dublin est assiégée de juillet à août 1171 par l'armée de Ruaidri O'Connor, roi de Connacht. Alors que les négociations pour la reddition de la ville ont abouti à un ultimatum, Strongbow se décide à une manœuvre audacieuse. Il effectue une sortie soudaine avec trois contingents menés par lui-même, Raymond le Gros et Cogan. Les forces irlandaises sont mises en déroute par un adversaire pourtant en sous-nombre. Cogan est à nouveau chargé de la protection de la ville pendant que le reste du contingent anglo-normand va à la rescousse de la garnison de Wexford. Il retourne en Grande-Bretagne avec Henri II en 1172 et n'y retourne qu'en 1177.
En mai 1177, Cogan et Robert fitz Stephen reçoivent leurs premières terres en Irlande. Henri II leur donne chacun une moitié de l'ancien Royaume de Desmond et Cork, pour un service de 60 chevaliers, à tenir ensemble. La donation exclut la ville de Cork et un cantref que le roi garde pour lui.
Milo de Cogan est assassiné, en 1182 à Lismore, par Ua meic Thíre, roi de Uí meic Caille.